# Nina Masson
Pour les articles homonymes, voir Masson.
Nina Masson, née le 25 juillet 1991 à Paris, est une journaliste et présentatrice de télévision française. Elle travaille pour la chaîne d’information en continu France 24.

## Biographie

### Enfance, formation et débuts
Nina Masson est la petite-fille d’Hervé Masson, peintre et homme politique mauricien et de Claude Ernoult, journaliste et poète français.
Après des études en classes préparatoires littéraires au lycée Jules Ferry à Paris, au cours desquelles elle suit l’enseignement philosophique de Christian Jambet, elle signe un mémoire de recherche en histoire de la philosophie à l’université Paris-Sorbonne consacré à “La condition humaine chez Saint Augustin”, sous la direction de Jean-Louis Chrétien. Elle entre ensuite à Sciences Po Paris d’où elle sort diplômée en 2017. 

### Carrière
Sa carrière de journaliste commence en 2014 à Beyrouth au Liban, où la directrice Michèle de Freige lui confie une émission culturelle quotidienne d’une heure sur l’antenne de Radio-Liban, en partenariat avec RFI. Pendant ses études de journalisme à Sciences Po entre 2015 et 2017, elle effectue des stages à France Culture, à l’antenne africaine de la BBC à Dakar au Sénégal et à Canal +.
Elle entre au service reportage de TF1 en 2017 avant de rejoindre France 24, où elle deviendra présentatrice en 2019. Dans ses émissions, elle interviewe des personnalités de la culture et du cinéma comme Cate Blanchett ou Vincent Cassel.
En plus des journaux, elle présente une fois par mois une émission culturelle consacrée à l'actualité des séries. Lors de la saison 2021-2022, elle est également chroniqueuse à France Inter, dans l’émission “Une heure en séries”, présentée par Xavier Leherpeur.